# 가장 긴 여름
《가장 긴 여름》은 MBC에서 1981년 8월 14일에 방영된 해방 36년을 맞은 8.15 특집 드라마이다. 연출자가 교체되는 등 어려운 여건 속에서 1주일만에 제작되었으며, 1부 <일식>, 2부 <지열>로 구성되어 있다. 해방을 전후해서 젊은 지식인 3명이 각기 다른 길을 선택하면서 겪는 갈등을 다뤘으며, 역사적인 사실 그 자체보다도 그 이면에 흐르는 한국인의 정신사를 주제로 삼았다.

## 줄거리
주인공은 일제말 학병을 피하기 위한 총독부기관지 매일신보 기자가 되어 친일파 지식인들의 원고를 거둬들이는 일로 연명하며, 학병에 나가라고 선동기사까지 쓴다. 그 때문에 무수한 청년들이 학병으로 끌려가게 되자 심한 자책감에 빠진다.
마침내 해방이 되고 일본인들이 본국으로 돌아간 후 권력의 진공상태가 된 이땅에 거센 정치바람이 불어오기 시작하고, 그 거센 돌풍에 휘말린 주인공은 또다시 방황이 시작된다.

## 출연진
- 유인촌
- 김동현
- 박은수
- 정애리
- 최불암
- 박근형
- 김길호